# Lon Chaney jr.
Lon Chaney jr. (geboren als Creighton Tull Chaney; Oklahoma City, 10 februari 1906 – San Clemente, 12 juli 1973) was een Amerikaans acteur, die vooral bekendheid genoot voor zijn rollen in monsterfilms, zoals The Wolf Man.

## Biografie

### Jonge jaren
Lon Chaney werd geboren als zoon van acteur Lon Chaney sr. en zangeres Frances Cleveland Creighton Chaney. Het huwelijk tussen zijn ouders eindigde in 1913 in een scheiding. Tot 1916 woonde Chaney in verschillende kostscholen en tehuizen, tot zijn vader huwde met Hazel Hastings en Chaney naar hem terug kon keren. Zijn vader ontmoedigde hem om ook de showbusiness in te gaan. Pas na zijn vaders dood ging Lon Chaney zich met acteren bezighouden.

### Acteercarrière
Zijn acteercarrière begon met een bijrolletje in Girl Crazy. Tot 1935 trad hij nog op onder zijn geboortenaam. Daarna werd er steevast naar hem verwezen als "Lon Chaney jr.", en vanaf 1942 simpelweg "Lon Chaney". Chaney verkreeg bekendheid met de rol van Lennie Small in Of Mice and Men. Na een rol in One Million B.C. begonnen producenten en regisseurs Chaney te zien als een acteur gelijkwaardig aan zijn vader, die net als Chaney sr. getalenteerd was in het gebruik van grime. Hij kreeg een contract bij Universal Pictures Co. Inc. en speelde achtereenvolgens in de sciencefictionfilm Man Made Monster en de horrorfilm The Wolf Man. Door die laatste rol kreeg Chaney de rest van zijn leven echter last van typecasting. Hij speelde het personage van de wolfman ook in Frankenstein Meets the Wolf Man. Andere horrfilms waarin hij te zien was waren House of Frankenstein, House of Dracula, Abbott and Costello Meet Frankenstein, The Ghost of Frankenstein, The Mummy's Tomb, The Mummy's Ghost, The Mummy's Curse en Son of Dracula. Daarmee was Chaney de enige acteur die alle vier de klassieke horrormonsters van Universal vertolkte (de wolfman, het monster van Frankenstein, de mummie en de vampier). Universal gaf Chaney ook rollen in psychologische mysteryfilms, zoals die gebaseerd op de radioserie Inner Sanctum.
Chaney was een favoriete acteur van producer Stanley Kramer, die hem rollen gaf in westerns als High Noon (1952) en Not as a Stranger (1955). Vanaf 1957 verkreeg hij als horrorfilmacteur bekendheid bij een nieuwe generatie, toen Universal haar klassieke horrorfilms op televisie begon te vertonen. In de jaren 60 kende Chaney’s carrière enkele succesvolle films als The Haunted Palace en Welcome to Hard Times, tot enkele minder succesvolle als Hillbillys in a Haunted House en Dr. Terror's Gallery of Horrors. Hij speelde in deze tijd ook veel in televisieseries, zoals gastrollen in Wagon Train en The Monkees.

### Persoonlijk leven
Chaney was in zijn leven tweemaal getrouwd. Hij kreeg twee zonen: Lon Ralph Chaney en Ronald Creighton Chaney. Beiden zijn inmiddels ook overleden. Zijn kleinzoon, Ron Chaney, is ook acteur.
Chaney stond erom bekend zich erg ongewenst te kunnen maken bij zijn collega-acteurs. Zo had hij geregeld onenigheid met Frank Reicher en Evelyn Ankers.

### Latere jaren en dood
In zijn latere jaren kreeg Chaney te maken met keelkanker en hartproblemen, mede als gevolg van overmatig alcoholgebruik en roken. Zijn laatste film rol was Dracula vs. Frankenstein. Chaney stierf op 67-jarige leeftijd aan de gevolgen van hartfalen. Zijn lichaam werd ter beschikking gesteld aan de wetenschap.

## Filmografie

### Films
1930–1939
- Girl Crazy (1932)
- The Roadhouse Murders (1932)
- Bird of Paradise (1932)
- The Most Dangerous Game (1932)
- The Last Frontier (1932)
- The Black Ghost (1932)
- Lucky Devils (1933)
- The Three Musketeers (1933)
- Son of the Border (1933)
- Scarlet River (1933)
- Sixteen Fathoms Deep (1934)
- The Life of Vergie Winters (1934)
- Girl o' My Dreams (1934)
- The Marriage Bargain (1935)
- Hold 'Em Yale (1935)
- A Scream in the Night (1935)
- Accent on Youth (1935)
- The Shadow of Silk Lennox (1935)
- The Singing Cowboy (1936)
- Undersea Kingdom (1936)
- Ace Drummond (1936)
- Killer at Large (1936)
- Rose Bowl (1936)
- The Old Corral (1936)
- Cheyenne Rides Again (1937)
- Love Is News (1937)
- Midnight Taxi (1937)
- Secret Agent X-9 (1937)
- That I May Live (1937)
- This Is My Affair (1937)

- Angel's Holiday (1937)
- Born Reckless (1937)
- Wild and Woolly (1937)
- The Lady Escapes (1937)
- One Mile From Heaven (1937)
- Thin Ice (1937)
- Charlie Chan on Broadway (1937)
- Life Begins in College (1937)
- Wife, Doctor, and Nurse (1937)
- Second Honeymoon (1937)
- Checkers (1937)
- Love and Hisses (1937)
- City Girl (1938)
- Happy Landing (1938)
- Sally, Irene and Mary (1938)
- Mr. Moto's Gamble (1938)
- Walking Down Broadway (1938)
- Alexander's Ragtime Band (1938)
- Josette (1938)
- Speed to Burn (1938)
- Passport Husband (1938)
- Straight Place and Show (1938)
- Submarine Patrol (1938)
- Road Demon (1938)
- Jesse James (1939)
- Union Pacific (1939)
- Charlie Chan in City in Darkness (1939)
- Of Mice and Men (1939)
- Frontier Marshal (1939)

1940–1949
- North West Mounted Police (1940)
- One Million B.C. (1940)
- Too Many Blondes (1941)
- Billy the Kid (1941)
- Man Made Monster (1941)
- San Antonio Rose (1941)
- Riders of Death Valley (1941)
- Badlands of South Dakota (1941)
- The Wolf Man (1941)
- North to the Klondike (1941)
- Overland Mail (1942)
- The Ghost of Frankenstein (1942)
- Keeping Fit (1942)
- Eyes of the Underworld (1942)
- The Mummy's Tomb (1942)
- Frontier Badmen (1943)
- Frankenstein Meets the Wolf Man (1943)
- What We Are Fighting For (1943)
- Son of Dracula (1943)
- Crazy House (1943)
- Calling Dr. Death (1943)

- Weird Woman (1944)
- The Mummy's Ghost (1944)
- Cobra Woman (1944)
- The Ghost Catchers (1944)
- Dead Man's Eyes (1944)
- House of Frankenstein (1944)
- The Mummy's Curse (1944)
- Here Come The Co-Eds (1945)
- The Frozen Ghost (1945)
- Strange Confession (1945)
- House of Dracula (1945)
- The Daltons Ride Again (1945)
- Pillow of Death (1945)
- Desert Command (1946)
- My Favorite Brunette (1947)
- Laguna U.S.A. (1947)
- Albuquerque (1948)
- The Counterfeiters (1948)
- Abbott and Costello Meet Frankenstein (1948)
- 16 Fathoms Deep (1948)

1950–1959
- Captain China (1950)
- There's a Girl In My Heart (1950)
- Once a Thief (1950)
- Inside Straight (1951)
- Bride of the Gorilla (1951)
- Only the Valiant (1951)
- Behave Yourself! (1951)
- Flame of Araby (1951)
- The Bushwhackers (1952)
- The Thief of Damascus (1952)
- Battles of Chief Pontiac (1952)
- High Noon (1952)
- Springfield Rifle (1952)
- The Black Castle (1952)
- Raiders of the Seven Seas (1953)
- Bandit Island (1953)
- A Lion Is in the Streets (1953)
- The Boy from Oklahoma (1954)
- Casanova's Big Night (1954)

- The Big Chase (1954)
- Passion (1954)
- The Black Pirates (1954)
- Jivaro (1954)
- Big House, U.S.A. (1955)
- I Died a Thousand Times (1955)
- The Indian Fighter (1955)
- Not as a Stranger (1955)
- The Silver Star (1955)
- The Black Sleep (1956)
- Indestructible Man (1956)
- Manfish (1956)
- Pardners (1956)
- Daniel Boone, Trail Blazer (1956)
- The Cyclops (1957)
- The Defiant Ones (1958)
- The Alligator People (1959)
- Money, Women, and Guns (1959)

1960–1969
- House of Terror (1960)
- The Phantom (1961)
- The Devil's Messenger (1961)
- Rebellion in Cuba (1961)
- The Haunted Palace (1963)
- Face of the Screaming Werewolf (1964)
- Law of the Lawless (1964)
- Witchcraft (1964)
- Stage to Thunder Rock (1964)
- Spider Baby (1964)
- House of Black Death (1965)
- Young Fury (1965)
- Black Spurs (1965)

- Town Tamer (1965)
- Johnny Reno (1966)
- Apache Uprising (1966)
- Welcome to Hard Times (1967)
- Dr. Terror's Gallery of Horrors (1967)
- Hillbillys in a Haunted House(1967)
- The Far Out West (1967)
- Cannibal (1968)
- Buckskin (1968)
- The Fireball Jungle (1969)
- The Female Bunch (1969)
- A Stranger in Town (1969)

1970–1979
- Dracula vs. Frankenstein (1971)

### Televisie
- Hawkeye and the Last of the Mohicans (1957)
- Along the Mohawk Trail (1957)
- The Redmen and the Renegades (1957)
- The Pathfinder and the Mohican (1957)
- Rawhide (1958)
- 13 Demon Street (1959) - presentator